# Endersbach (Weinstadt)

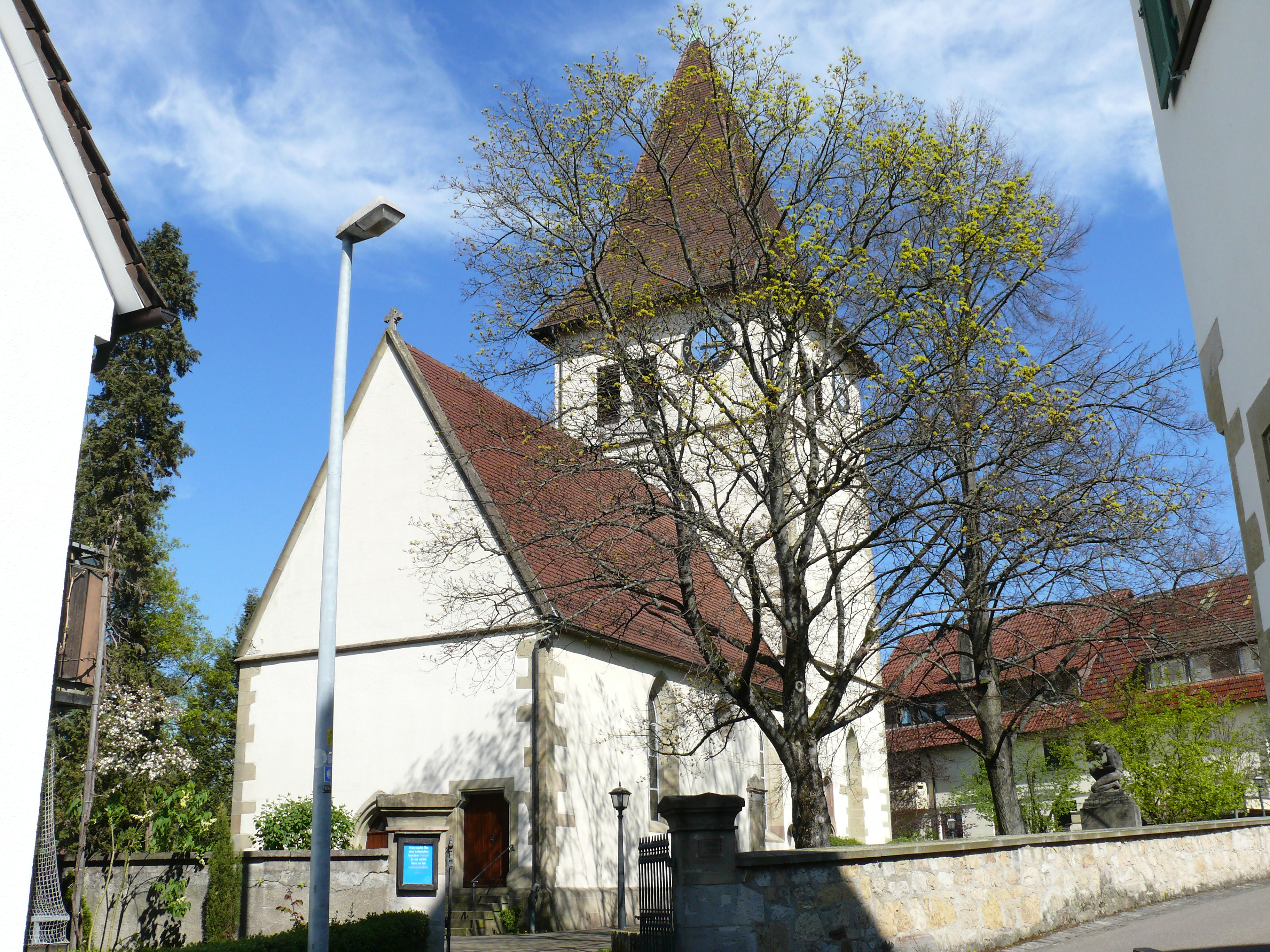
Evangelische Pfarrkirche (2017)

Endersbach ist ein Stadtteil der Großen Kreisstadt Weinstadt im Rems-Murr-Kreis in Baden-Württemberg.

## Lage und Verkehrsanbindung
Endersbach liegt im Kernbereich von Weinstadt südlich der Rems.
Der Stadtteil ist über die Haltestelle Endersbach an die Linie S2 des S-Bahn-Netzes des Verkehrs- und Tarifverbund Stuttgart angeschlossen.

## Sehenswürdigkeiten
In der Liste der Kulturdenkmale in Weinstadt sind für Endersbach 38 Kulturdenkmale aufgeführt.
Die evangelische Kirche St. Agatha geht auf die mittelalterlichen Burg Endersbach zurück. Auf der Markung der Altgemeinde Endersbach liegt das so genannte Käppele, eine ehemalige Wallfahrtskapelle aus dem späten Mittelalter.
In Endersbach gibt es zwei Museen. Das Heimatmuseum Pflaster 14, in einem mittelalterlichen Fachwerkhaus untergebracht, zeigt neben historisch möblierten Wohnräumen fast alle Arbeitsfelder früherer Zeiten bis hin zur lokalen Firmengeschichte. In der Heimatstube im alten Schulhaus findet man Spezialsammlungen. Dazu gehören beispielsweise historische Hauben, Objekte der Königin Olga von Württemberg sowie Gemälde der Endersbacher Maler Karl Wilhelm Bauerle (1831–1912) und Jakob Seybold (1838–1930). Angeschlossen ist eine archäologische Abteilung, basierend auf der Sammlung Hermann Schlipf.
Früher gab es das Auto- und Motorradmuseum Endersbach. Peter Oelschläger eröffnete es am 17. April 1976. Er stellte Automobile, Motorräder, Militärfahrzeuge und Flugmotoren aus. Die Automobil- und Motorrad-Chronik berichtete 1976 zwei Mal. Es ist nicht bekannt, wann es aufgelöst wurde.

## Persönlichkeiten

### Söhne und Töchter des Ortes
- Karl Wilhelm Bauerle (1831–1912), Kunstmaler